# دبیرکل حزب‌الله لبنان
دبیرکل حزب‌الله (به عربی: الأمين العام لحزب الله)، بالاترین مقام در سازمان سیاسی و شبه‌نظامی حزب‌الله لبنان است. دارنده فعلی این سمت، نعیم قاسم است که در ۲۹ اکتبر ۲۰۲۴، یک ماه پس از ترور دبیرکل قبلی، سید حسن نصرالله، درحالی‌که معاونت دبیرکل را به عهده داشت، برای این سمت انتخاب شد.

## فهرست
| ر. | تصویر            | دبیرکل                       | آغاز تصدی     | پایان تصدی        | طول دوران       | منبع        |
| -- | ---------------- | ---------------------------- | ------------- | ----------------- | --------------- | ----------- |
| ۱  | صبحی طفیلی       | صبحی طفیلی (زادهٔ ۱۹۴۸)       | ۱۹۸۹          | ۱۹۹۱              | ۱–۲ سال         |             |
| ۲  | سید عباس الموسوی | سید عباس الموسوی (۱۹۹۲–۱۹۵۲) | مه ۱۹۹۱       | ۱۶ فوریه ۱۹۹۲ †   | ۲۹۱ روز         | [ ۳ ] [ ۴ ] |
| ۳  | سید حسن نصرالله  | سید حسن نصرالله (۲۰۲۴–۱۹۶۰)  | ۱۶ فوریه ۱۹۹۲ | ۲۷ سپتامبر ۲۰۲۴ † | ۳۲ سال، ۲۲۴ روز | [ ۵ ]       |
| ۴  | نعیم قاسم        | نعیم قاسم (زادهٔ ۱۹۵۳)        | ۲۹ اکتبر ۲۰۲۴ | متصدی             | ۲۸۶ روز         |             |